# Lillsjön (Lycksele socken, Lappland)
Lillsjön är en sjö i Lycksele kommun i Lappland och ingår i Öreälvens huvudavrinningsområde. Sjön har en area på 0,116 kvadratkilometer och ligger 289,1 meter över havet.

## Delavrinningsområde
Lillsjön ingår i det delavrinningsområde (716300-162040) som SMHI kallar för Ovan 716248-162059. Medelhöjden är 332 meter över havet och ytan är 30,97 kvadratkilometer. Räknas de 9 avrinningsområdena uppströms in blir den ackumulerade arean 133,28 kvadratkilometer. Bäverbäcken som avvattnar avrinningsområdet har biflödesordning 2, vilket innebär att vattnet flödar genom totalt 2 vattendrag innan det når havet efter 179 kilometer. Avrinningsområdet består mestadels av skog (83 procent). Avrinningsområdet har 1,02 kvadratkilometer vattenytor vilket ger det en sjöprocent på 3,3 procent.